# Henry Francis Pelham
Henry Francis Pelham (* 19. September 1846 in Bergh Apton, Norfolk; † 12. Februar 1907) war ein britischer Althistoriker.
Henry Francis Pelham war der Enkel des 2. Earl of Chichester Thomas Pelham und Sohn von John Thomas Pelham, der
von 1857 bis 1893 Bischof von Norwich war. Pelham erhielt seine Ausbildung an Harrow School und Trinity College. 1873 heiratete er mit Laura Priscilla Buxton die Tochter von Sir Edward North Buxton. Aus der Ehe gingen zwei Töchter und drei Söhne (u. a. Sir Edward Henry Pelham) hervor. Am Exeter College arbeitete er als Tutor und Lehrer für Alte Geschichte. 1887 wurde Pelham Reader in Alter Geschichte. 1889 wurde er Camden Professor of Ancient History an der Universität Oxford und blieb dies bis zu seinem Tod 1907. 1890 wurde er Fellow der Society of Antiquaries. 1895 publizierte er einen Beitrag über das römische Grenzsystem (The Roman Frontier System). Von 1897 bis zu seinem Tod war er Präsident von Trinity College in Oxford. 1902 wurde er Fellow der British Academy. Für die Encyclopædia Britannica verfasste er den Artikel über die Römische Geschichte. Seine Publikationstätigkeit schränkte eine Katarakterkrankung ein.

## Schriften
- Outlines of Roman history. Percival, London 1893.
- Francis Haverfield (Hrsg.): Essays by Henry Francis Pelham. Clarendon Press, Oxford 1911, online.